# Вашингтон (округ, Меріленд)
Шаблон:StateAbbr_ 39°36′ пн. ш. 77°49′ зх. д. / 39.6° пн. ш. 77.81° зх. д.
Округ Вашингтон (англ. Washington County) — округ (графство) у штаті  Меріленд, США. Ідентифікатор округу 24043. 

## Історія
В окрузі Вашингтон під час Громадянської війни відбулась кривава битва при Ентитемі 17 вересня 1862 року.

## Демографія
За даними перепису 
2000 року 
загальне населення округу становило 131923 осіб, зокрема міського населення було 90044, а сільського — 41879.
Серед мешканців округу чоловіків було 67410, а жінок — 64513. В окрузі було 49726 домогосподарств, 34092 родин, які мешкали в 52972 будинках.
Середній розмір родини становив 2,96.
Віковий розподіл населення поданий у таблиці:
| Стать    | До 15 років | 15-21 | 22-29 | 30-39 | 40-49 | 50-65 | 65-85 | Понад 85 |
| -------- | ----------- | ----- | ----- | ----- | ----- | ----- | ----- | -------- |
| Чоловіки | 13318       | 5971  | 7555  | 11883 | 10747 | 10351 | 6985  | 600      |
| Жінки    | 12427       | 5263  | 5820  | 9771  | 9743  | 10384 | 9459  | 1646     |

## Суміжні округи
- Франклін, Пенсільванія — північний схід
- Фредерік — схід
- Лаудун, Вірджинія — південний схід
- Джефферсон, Західна Вірджинія — південь
- Берклі, Західна Вірджинія — південь
- Морган, Західна Вірджинія — південний захід
- Аллегені — захід
- Фултон, Пенсільванія — північний захід

## Виноски
1. ↑  U.S. Decennial Census. United States Census Bureau. Архів оригіналу за 19 липня 2018. Процитовано 14 вересня 2014.
2. ↑  Historical Census Browser. University of Virginia Library. Архів оригіналу за 11 серпня 2012. Процитовано 14 вересня 2014.
3. ↑  Population of Counties by Decennial Census: 1900 to 1990. United States Census Bureau. Архів оригіналу за 31 жовтня 2014. Процитовано 14 вересня 2014.
4. ↑  Census 2000 PHC-T-4. Ranking Tables for Counties: 1990 and 2000 (PDF). United States Census Bureau. Архів оригіналу (PDF) за 18 грудня 2014. Процитовано 14 вересня 2014.
5. ↑  State & County QuickFacts. United States Census Bureau. Архів оригіналу за 22 липня 2011. Процитовано 24 серпня 2013.(англ.) Наведено за англійською вікіпедією.
6. ↑  American FactFinder. Бюро перепису населення США. Архів оригіналу за 26 лютого 2012. Процитовано 31 січня 2008.

| США | Це незавершена стаття з географії США. Ви можете допомогти проєкту, виправивши або дописавши її. |